# 圣于连昂热讷瓦县
圣于连昂热讷瓦县（法語：canton de Saint-Julien-en-Genevois）是法国上萨瓦省的一个县（省级选区），中央投票站位于圣于连昂热讷瓦。该县涵盖了40个市镇。